# Henry Clay
Henry Clay (12. dubna 1777 Hanover County, Virginie – 29. června 1852 Washington, DC) byl americký plantážník a politik. Byl členem Sněmovny reprezentantů i Senátu a zastával úřad ministra zahraničí.
Clay byl považován za skvělého řečníka a jednoho z nejmocnějších mužů své doby, ale byl také jediným politikem, který v 19. století prohrál tři prezidentské volby jako hlavní kandidát: roku 1824 jako demokratický republikán proti Johnu Quincymu Adamsovi, v roce 1832 jako národní republikán proti svému hlavnímu nepříteli Andrewu Jacksonovi a v roce 1844 jako whig proti Jacksonovu spojenci Jamesi K. Polkovi. Spolu s dalšími dvěma porážkami v primárkách to dělalo celkem pět neúspěšných pokusů o prezidentský úřad. Své mnohonásobné selhání komentoval vyrovnaně; slavný citát zní: „Raději bych měl pravdu než byl prezidentem.“ (I’d rather be right than President.)